# Bamberská církevní provincie

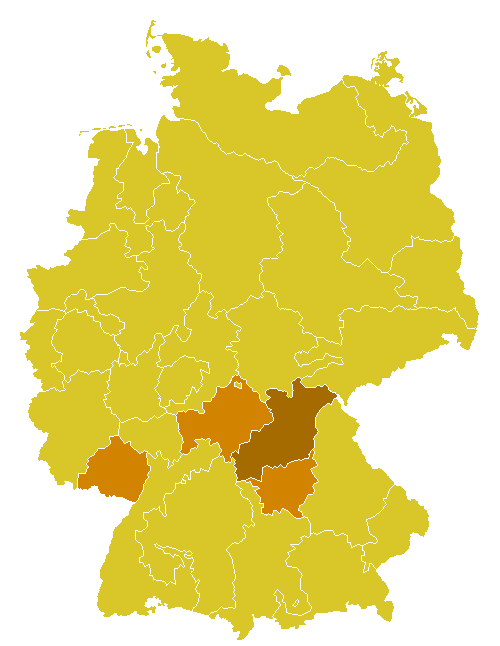
Bamberská církevní provincie na mapě Německa

Bamberská církevní provincie je církevní provincie římskokatolické církve v Německu. Byla založena roku 1817 a zahrnuje bamberskou arcidiecézi spolu s eichstättskou, špýrskou a würzburskou diecézí. Od roku 2002 je jejím metropolitou Ludwig Schick.

## Historie
Bamberský arcibiskup je metropolitou a zaujímá přední postavení v rámci provincie. Biskup eichstättský má v rámci provincie výsadní postavení, během liturgie může vlastním právem užívat rationale (neboli superhumerál).

## Členění
K bamberské církevní provincii patří:
- Arcidiecéze bamberská
  - Diecéze eichstättská
  - Diecéze špýrská
  - Diecéze würzburská

## Metropolité
- 1818–1824 Joseph Graf von Stubenberg
- 1824–1842 Joseph Maria Freiherr von Fraunberg
- 1842–1858 Bonifaz Kaspar von Urban
- 1858–1875 Michael von Deinlein
- 1875–1890 Friedrich von Schreiber
- 1890–1905 Joseph von Schork
- 1905–1912 Friedrich Philipp von Abert
- 1912–1943 Johann Jakob von Hauck
- 1943–1955 Joseph Otto Kolb
- 1955–1976 Josef Schneider
- 1976–1977 Martin Wiesend
- 1977–1994 Elmar Maria Kredel
- 1995–2001 Karl Braun
- 2002– Ludwig Schick